# Ембраер KC-390
КС-390 је нови вишенаменски војни транспортни авион на млазни погон, носивости до 20 тона на 2400 километара. Развијен је у сарадњи са Боингом, а производи га бразилски произвођач Ембраер. Требало би да замени авионе типа C-130, а планирана је и верзија ваздушног танкера. То је највећи авион који је фабрика произвела и једини који може превозити возила. 3. фебруара 2015. године авион рег-озн. PT-ZNF обавио је први лет, на аеродрому Гавијао Пејшото, Сао Паоло.

## Историја и развој
Планови за изградњу КС-390 војног транспортног авиона почео је убрзо након што је Боинг почео да анализира тржиште средњих војних авиона у 2006. години. Са инвестицијом од 800 милиона реала (око 440 милиона долара), очекује се да пројекат уђе у завршну фазу 2015. године.
Најтежи авион који је произвео Ембраер, ће интегрисати бројне технолошке аспекте Е-Џет серије, који се користе у комерцијалне и пословне сврхе. Јединична цена КС-390 авиона је процењена на око 50 милиона америчких долара, док је цена јединица западних конкуренатских пројеката двострука.
Неколико земаља, укључујући Француску и Шведску су изразиле интересовање за процену и куповину авиона, за потребе тактичког ваздушног транспорта. Дана 14. априла 2009. године, компанија Ембраер је потписала уговор са Бразилским ваздухопловством (FAB) за 23 КЦ-390 војно-транспортних авиона. Уговор се процењује на око 1,3 милијарде реала. У складу са новом Националном стратегијом одбране, КС-390 ће заменити Локид C-130 Херкулес, који су тренутно у употреби.

## Карактеристике

### Опште:
- Посада: 2
- Капацитет:

80 путника или
64 падобранаца или
6 палета (68 "х 108") 
- Теретни одељак кабине: дужина 17.75 м, ширина 3,45 м, висина 2,9 м
- Носивост : 23.6 тона (52,029 lb)
- Дужина: 33.91 м (111.3 ft)
- Распон крила : 35,06 м (115 ft)
- Висина: 10.26 м (33.8 ft)
- Маса пуног: 74.0 тона (163,142 ft)
- Максимална полетна маса: 81.0 тона (178,574 фунти)
- Мотори : 2 × International Engine Alliance V2500-Е5 турбофан, 31,330 lb (139,4 kN) потиска сваки
- Резервоар за гориво: 33,929 кг (74,800 lb)

### Летне:[а]
- Максимална брзина : Мах 0.8 (850km/h)
- Долет : 2.600 НМ (4.815 км, 2.992 км) (са 13,335 килограма (29,399 lb) терета)
- Долет са пуним оптерећењем: 1.400 наутичких миља (2.593 км, 1.611 миља)
- Радијус: 3.250 наутичких миља (6.019 км, 3.740 миља)
- Плафон лета: 10.973 m (36.001 ft)